# 中山路 (新竹市)
中山路（Zhongshan Rd.），為台灣新竹市市區的重要道路，其路名是為了紀念中華民國國父孫中山而命名。東北接中正路；西南接中華路四段181巷。其中穿越客雅溪以西路段，為香山區與北區的區界。

## 歷史
中山路自日本殖民政府時期闢建，當時從新竹州廳曳灑向西南而去，直通新竹神社。

## 行經行政區域
（由東北至西南）
- 北區
- 香山區

## 車道配置
- 中正路─中山路670巷：雙向各一車道
- 中山路670巷─中華路四段181巷：雙向共用一車道

## 沿線設施
（由東北至西南）
- 新竹市政府（中正路120號）
- 新竹市政府警察局本局（1號）
- 行政院農業委員會林務局新竹林區管理處（页面存档备份，存于）（2號）
- 新竹市消防博物館（4號）
- 富邦綜合證券新竹華信分公司（8號）
- 新竹市第一信用合作社（页面存档备份，存于）城中分社（72號）
- 新光銀行新竹分行（84號）
- 新竹都城隍廟（75號）
- 安泰商業銀行新竹分行（163號）
- 新竹市政府警察局第一分局西門派出所（页面存档备份，存于）（300號）
- 天公壇公園（與育英路相交處）
- 新竹市農會（页面存档备份，存于）本會（598號）